# Мефодий (Маркович)
Архимандрит Мефодий (серб. Архимандрит Методије, в миру Владимир Маркович, серб. Владимир Марковић; 7 января 1970, Чачак, СФРЮ) — архимандрит Константинопольского патриархата, игумен монастыря Хиландар.

## Биография
Родился 7 января 1970 год в городе Чачак, расположенном в 140 километрах от столицы Сербии — Белграда. При крещении мальчику было дано имя Владимир.
Окончив среднюю школу и отслужив в армии, юноша отправился в Белград, где учился электротехническом факультете Белградского университета и посещал миссионерскую школу в святого Александра Невскаго под руководством протоиерея Хаджи-Любодрага Петровича (+2010).
В 1994 году будущий пастырь отправился в древний сербский монастырь на святой горе Афон — Хиландар. Настоятель обители игумен Моисей Жаркович постриг Владимира в монаха с именем Мефодий, а духовным наставником молодого монаха стал известный хиландарский старец Агафон.
В сан иеромонаха Мефодия рукоположили в 1997 году. С 1999 года отец Мефодий занимал должность монастырского эпитропа (поверенного), а через некоторое время был заместителем престарелого игумена, фактически управляя обителью.
С 2003 года он выполнял послушание духовника младшей братии, а также был выбран председателем правления Фонда святого монастыря Хиландарь, основанного для благотворительной деятельности и сохранения наследия обители. В частности, после пожара 2004 года, когда сгорела значительная часть монастыря, фонд занимался его восстановлением.
В 2010 году отец Мефодий был избран игуменом Хиландарского монастыря — за него отдали 12 из 18 голосов. Он является самым молодым из нынешних игуменов Афонских монастырей.
В 2015 году архимандрит Мефодий выступил с докладом на XXIII Международных Рождественских образовательных чтениях в Москве.